# خاندان هسن

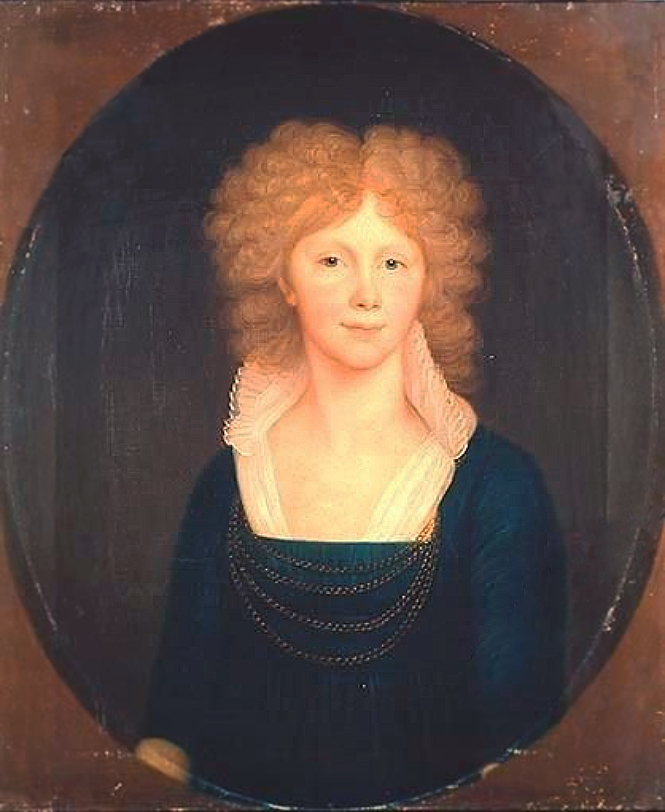
تصویری از خاندان هسن

خاندان هسن (انگلیسی: House of Hesse) یک دودمان اروپایی است که نسب آن به خاندان برابانت می‌رسد. شاخه‌ای از این خاندان به عنوان امرای انتخابگر تا سال ۱۸۶۶ و شاخه‌ای دیگر به عنوان دوک بزرگ تا سال ۱۹۱۸ در در منطقه هسن حکومت می‌کردند.

## تاریخچه
ریشه این خاندان به ازدواج سوفی تورینگن (دختر لودویگ چهارم تورینگن و الیزابت مجارستان) و هنری دوم، دوک برابانت برمی‌گردد. سوفی وارث هسن بود که آن را به پسرش هنری منتقل کرد. در اواخر قرن شانزدهم این خاندان به چند شاخه تقسیم شده بود که مهم‌ترین آنان هسن-کاسل و هسن-دارمشتات بودند.
شاخه هسن-کاسل در سال ۱۸۰۳ به مقام امیر انتخابگر ارتقا پیدا کرد و شاخه هسن-دارمشتات در سال ۱۸۰۹ به مقام دوک بزرگ هسن رسید. هسن-کاسل در ۱۸۶۶ به پروس ضمیمه شد. اما هسن-دارمشتات تا سال ۱۹۱۸ و زمان انحلال سلطنت در آلمان استقلال خود را حفظ کرد.
رئیس کنونی خاندان از سال ۲۰۱۳، دوناتوس، لندگراف هسن از شاخه هسن-کاسل است.
خاندان باتنبرگ شاخه‌ای ناهم‌تراز از این خاندان است که از ازدواج شاهزاده الکساندر هسن و راین و شاهدخت جولیای باتنبرگ ایجاد شده. بخشی از این خاندان بعداً در بریتانیا ساکن شدند و در هنگام جنگ جهانی اول نام خود را مونتباتن تغییر دادند. شاهزاده فیلیپ، دوک ادینبرو عضوی از این خاندان است.